# Pierre Wibaux
Pierre Wibaux, né le 12 janvier 1858 à Roubaix et mort le 21 mars 1913 à Chicago, est un propriétaire français de troupeaux et d'un ranch dans le Montana au cours du début du 20e siècle. Immigrant venu de France pour venir faire des affaires aux États-Unis, il fait partie des plus importantes réussites de la deuxième vague de Frontier Cowboys.

## Jeunesse et voyage en Angleterre
Pierre Achille Valérie Wibaux, né en 1858, est issu d'une famille impliquée dans l'industrie textile à Roubaix, dans le Nord en France. Son père, Achille, dirige l'usine familiale qu'il a lui-même hérité de son propre père, Désiré Joseph Wibaux. Pierre est le successeur théorique de son père.
En 1876, il sert un an dans l'armée française au sein du 14ème régiment de dragons. Il passe ensuite deux ans en Angleterre pour observer les méthodes de travail anglaises en matière de textile. C'est durant cette période qu'il entend parler pour la première fois des perspectives prometteuses de l'élevage extensif en Amérique.
À son retour en France, il annonce qu'il compte se rendre en Amérique pour tenter sa chance dans l'élevage de bétail plutôt que de reprendre en charge l'entreprise familiale à Roubaix. Avec beaucoup de réticence, son père lui donne son accord et lui donne 10 000 $ (la somme de 50 000 francs est également citée) pour démarrer sa nouvelle entreprise.

## Élevage de bétail
En 1883, Pierre Wibaux rejoint les États-Unis et se rend à Chicago pour en savoir plus sur le business américain avant d'investir son capital. Il y rencontre le marquis de Morès qui lui parle de prairies dans le Dakota du Nord et le Montana. Wibaux décide de s'y installer[Où ?] et construit son ranch sur un site alors connu sous le nom de Beaver Creek. La situation dans la région est idéale pour l'élevage et Wibaux devient rapidement propriétaire de plus de 10 000 têtes de bétail.
Ses affaires sont prospères jusqu'à l'hiver très rigoureux de 1886-1887. 70 % des bovins, selon une estimation, périssent à la suite de tempêtes de neige. Pierre Wibaux y voit une occasion : seules les bêtes les plus résistantes ayant survécu, Wibaux se rend en France pour emprunter les fonds nécessaires afin d'acheter les bovins survivants des ranchs voisins à bas prix. La pénurie de viande de bœuf disponible assure ainsi un haut prix de vente pour Wibaux pour son stock pour les 3 années suivantes.
Dans les années 1890, Wibaux amasse un des plus grands troupeaux dans le monde, avec plus de 65 000 têtes de bétail et 300 chevaux. Ce prestige lui vaut l'amitié de Theodore Roosevelt, un éleveur du Montana qui sera le 26e président des États-Unis de 1901 à 1909.

## Autres activités
Wibaux, étant un propriétaire foncier dans la région, commence à développer les infrastructures et les services dans la région. Il devient le président et propriétaire à 95 % de la State National Bank à Miles City. Il ouvre également sa propre banque à Forsythe, dont il est le président. Cette position particulière lui donne le droit de frapper sa propre monnaie en dollars, faisant de lui le seul Français à avoir pu le faire.
Pierre Wibaux a également été propriétaire de la Clover Leaf Gold Mining Company qui gère une exploitation de mines d'or dans les Black Hills.

## Philanthropie
Pierre Wibaux est également un philanthrope. Attaché à son pays natal et notamment à Roubaix, il fait partie des grands contributeurs ayant participé à la construction de l'Hôpital de la Fraternité.
Il fait don de 25 000 francs pour établir des « Fermes modèles » qui permettent de produire un lait de qualité pour les personnes dans le besoin (au début des années 1900, en France, la mauvaise hygiène nutritionnelle est l'une des principales causes de mortalité infantile). Cette contribution a aidé à mettre en place la Goutte de lait, une fondation dont Wibaux a été nommé président d'honneur.
Enfin, pour l'ensemble de ses entreprises industrielles et agricoles, des réalisations et des activités philanthropiques, Pierre Wibaux est décoré chevalier de l'Ordre National de la Légion d'Honneur, la plus haute et la plus prestigieuse décoration en France.

## Héritage
Le « W-Bar Ranch » de Pierre Wibaux a été un tel succès qu'une communauté de salariés, de cowboys, et d'éleveurs de bovins de l'entreprise ainsi que leurs familles se sont regroupés pour former un village, puis une ville, nommée Wibaux par ses habitants. Le comté de Wibaux, dont fait partie Wibaux, est également nommé d'après lui. L'église de Wibaux est nommée St Peter en son hommage.
La ville qui a émergé autour de la compagnie minière de Wibaux dans les Black Hills porte le nom de Roubaix en raison de sa ville natale.
Pour son travail de master of arts à l'Université du Montana, Donald Hugh Welsh est allé en France et a consulté des documents originaux mis à sa disposition par la famille Wibaux.